# Erick Rogelio Palafox
Erick Rogelio Palafox Hernández es un futbolista mexicano que juega de delantero. 

## Clubs
- Huracanes de Colima (2004 - 2005)
- Lagartos de Tabasco (2005 - 2006)
- Real de Colima (2007 - 2009)
- Guerreros FC de Hermosillo (2009)
- Estudiantes de Altamira (2011

## Clubes como futbolista
| Club                       | País   | Año         |
| -------------------------- | ------ | ----------- |
| Huracanes de Colima        | México | 2004 - 2005 |
| Lagartos de Tabasco        | México | 2005 - 2006 |
| Real de Colima             | México | 2007 - 2009 |
| Guerreros FC de Hermosillo | México | 2009        |

- Datos: Q5835748